# Episodi di Club Houdini (terza stagione)
La seconda stagione della serie televisiva Club Houdini, composta da undici episodi, è stata trasmessa in Spagna dal 5 ottobre al 14 dicembre 2019 su Disney Channel.
In Italia la stagione è stata pubblicata interamente su Disney+ il 29 giugno 2023. 
| nº | Titolo originale       | Titolo italiano               | Prima TV Spagna  | Distribuzione Italia |
| -- | ---------------------- | ----------------------------- | ---------------- | -------------------- |
| 1  | Una tarde en el cine   | Pomeriggio al cinema          | 5 ottobre 2019   | 29 giugno 2023       |
| 2  | Lío en la biblioteca   | Trambusto in biblioteca       | 12 ottobre 2019  | 29 giugno 2023       |
| 3  | Si no quieres taza...  | La tazza nella borsa          | 19 ottobre 2019  | 29 giugno 2023       |
| 4  | El doble de acción     | Controfigura                  | 26 ottobre 2019  | 29 giugno 2023       |
| 5  | ¡Manifiéstate!         | Rivela te stesso!             | 2 novembre 2019  | 29 giugno 2023       |
| 6  | Nadie se esperaba esto | Nessuno se lo aspettava       | 9 novembre 2019  | 29 giugno 2023       |
| 7  | Los cuatro magníficos  | C'era una volta ad Albacara   | 16 novembre 2019 | 29 giugno 2023       |
| 8  | Juntos ante el peligro | I buoni, i cattivi e il gatto | 23 novembre 2019 | 29 giugno 2023       |
| 9  | Grupillo salvaje       | Il mucchietto selvaggio       | 30 novembre 2019 | 29 giugno 2023       |
| 10 | Bocadillos lejanos     | Snack distanti                | 7 dicembre 2019  | 29 giugno 2023       |
| 11 | La cápsula del tiempo  | La capsula del tempo          | 14 dicembre 2019 | 29 giugno 2023       |